# منتخب أروبا لكرة السلة
منتخب أروبا لكرة السلة هو ممثل أروبا الرسمي في المنافسات الدولية في كرة السلة
.